# کارولینا جینینگ
کارولینا جینینگ (سوئدی: Carolina Gynning؛ زادهٔ ۶ اکتبر ۱۹۷۸) مدل، روزنامه‌نگار، مجری تلویزیون، و وبلاگ‌نویس اهل سوئد است.
از فیلم‌ها یا برنامه‌های تلویزیونی که وی در آن نقش داشته‌است می‌توان به خوشبختی تا ابد و بلاندی اشاره کرد.